# Béatrice de Lens
Pour les articles homonymes, voir Béatrice (homonymie).
 (juin 2016).
Si vous disposez d'ouvrages ou d'articles de référence ou si vous connaissez des sites web de qualité traitant du thème abordé ici, merci de compléter l'article en donnant les références utiles à sa vérifiabilité et en les liant à la section « Notes et références ».
Béatrice de Lens (Beatrix) est une bienheureuse, née à Lens, anciennement comté de Hainaut. Elle fonda le 29 octobre 1216, avec la dot reçue de ses parents, l'abbaye cistercienne d'Épinlieu, près de Mons, aujourd'hui en Belgique et y entra elle-même.

## Biographie
Fille d'un seigneur de Lens, Eustache de Lens, et d’Élisabeth de Merbes, Béatrice employa la dot de ses parents à acheter un terrain dans le voisinage de la ville de Mons. Le lieu, solitaire, couvert de bois et rempli de ronces, était nommé Spinlieu ou Épinlieu (Spinosus locus). Béatrice résolut d'y établir, en l'honneur de la glorieuse Vierge Marie, un couvent de l'ordre de Cîteaux ; dans ce dessein, elle fit bâtir une église et un cloître, réunit un petit nombre de personnes, désireuses comme elle de renoncer au monde.
Sous la direction d'une sainte religieuse, nommée Raimburge, venue d'un autre monastère, elle se forma avec ses compagnes à la vie religieuse. Elle fut assistée dans sa pieuse entreprise non seulement par le châtelain de Mons, mais aussi par Jeanne de Flandre, comtesse de Hainaut.
En 1217, Gautier V de Lens et son frère Hugues II, seigneur de Mobiu , accordent une aumône à perpétuité à l'abbaye d'Épinlieu.  Gautier V est cité dans de nombreux actes jusqu'en 1246.
On ignore combien d'années Béatrice vécut dans le lieu paisible de sa retraite. Sa mort survint vers 1216 (?). Les ménologes cisterciens, comme celui d'Henriquez, la mentionnent au 19 janvier comme bienheureuse , mais au nombre des praetermissi.